# باشگاه ورزشی ریویر-پیلوت
راسینگ کلاب ریویر-پیلوت یک باشگاه چند ورزشی از ریویر-پیلوت، مارتینیک است.
ریویر-پیلوت در فوتبال، هندبال، بسکتبال و دو و میدانی شرکت می‌کند.
تیم فوتبال اصلی ریویر-پیلوت که در سال ۱۹۶۱ تأسیس شد، از سال ۱۹۷۴ در بالاترین سطح کشور بازی می‌کند. سیاستمدار مارتینیکایی، آلفرد ماری ژان، به مدت ۲۳ سال، از سال ۱۹۶۷ تا ۱۹۹۰، مدیرعامل باشگاه بود.

## افتخارات
- لیگ ملی مارتینیک: ۵ قهرمانی
- جام حذفی مارتینیک: ۴ قهرمانی
- جام کنسول ژنرال: ۱ قهرمانی
- لیگ آنتیل هلند: ۱ قهرمانی